# Epischoenus dregeanus
Epischoenus dregeanus är en halvgräsart som först beskrevs av Johann Otto Boeckeler, och fick sitt nu gällande namn av Margaret Rutherford Bryan Levyns. Epischoenus dregeanus ingår i släktet Epischoenus och familjen halvgräs. Inga underarter finns listade i Catalogue of Life.